# Global Records
Global Records est un label indépendant roumain fondé en 2008 par Ștefan Lucian.

## Histoire

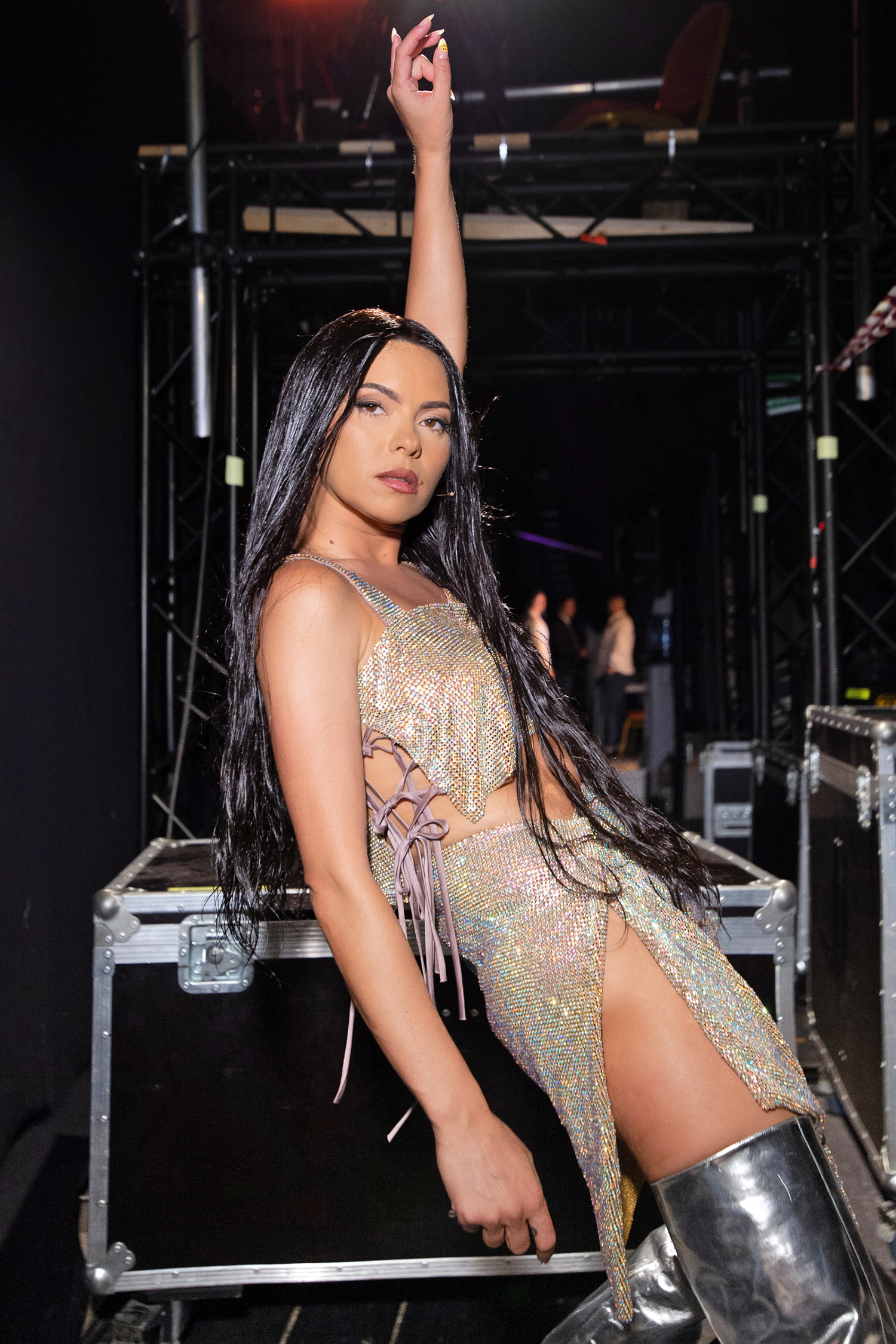
Inna sur le tournage de Masked Singer România 2021

La première artiste signée par Global Records a été Inna en 2008, dont la carrière s'étend sur plus de 10 ans. Elle a sorti une série de tubes internationaux tels que Hot (2008), Sun Is Up (2010), et More than Friends (2013) et a enregistré des collaborations avec des artistes tels que Daddy Yankee et J Balvin. En janvier 2020, la Télévision publique roumaine (TVR) a annoncé une collaboration avec la maison de disques pour sélectionner le représentant roumain pour le Concours Eurovision de la chanson 2020, avec Roxen étant sélectionné avec son titre Alcohol You. Le concours a toutefois été annulé le 18 mars 2020 en raison de la pandémie de COVID-19. Rotterdam a accueilli le concours 2021, et Roxen a concouru avec le titre Amnesia. En février 2022, Wrs sort le single Llámame, avec lequel il représente la Roumanie au Concours Eurovision de la chanson 2022,,.
Depuis août 2020, Global Records collabore avec Warner Music Group pour la promotion internationale de ses artistes et l'octroi de licences pour le répertoire de Warner en Roumanie. La première campagne conjointe était pour Roxen et leur dernier single de l'époque How to Break a Heart. À partir de 2020, Global Records a lancé des divisions régionales en Pologne (Global Records Polska), Russie (Global Records Russia) et Turquie (Global Records Turkey).

## Artistes
- 5GANG
- ADI Istrate
- Alduts Sherdley
- Alina Eremia
- AMI
- Antonia Iacobescu
- Bastien
- Beach Please!
- Carla's Dreams
- Cezar Guna
- Corina
- Dayana
- Delia Matache
- Diana Brescan
- DJ Project
- Domino
- EMAA
- Erika Isac
- Eva Timush
- Florian Rus
- Gipsy Casual
- Golani
- Gran Error
- Holy Molly
- INNA
- IRAIDA
- Irina Rimes
- Iuliana Beregoi
- Killa Fonic
- Minelli
- Misha Miller
- Nicole Cherry
- OG Eastbull
- Olivia Addams
- Randi
- OTS
- PAX (Paradise Auxiliary)
- Rareș Maris
- Roxen
- Sickotoy
- The Motans
- Theo Rose
- Vescan
- Wrs
- Yuka